# Collège communal
Le collège communal (en allemand : Gemeindekollegium) est une institution exerçant le pouvoir exécutif au niveau communal dans la Région wallonne de Belgique. 
Il regroupe le bourgmestre, les échevins et le président du Centre public d'action sociale. 
Avant la réforme de la loi communale de 2004 (Code de la démocratie locale et de la décentralisation), le collège communal portait le nom de collège des bourgmestre et échevins (en néerlandais : college van burgemeester en schepenen ; qu'il garde en Région flamande et dans la Région bruxelloise).
Le collège compte (Art. L1123-9 CDLD):
- deux échevins dans les communes de moins de 1.000 habitants;
- trois échevins dans celles de 1.000 à 4.999 habitants;
- quatre échevins dans celles de 5.000 à 9.999 habitants;
- cinq échevins dans celles de 10.000 à 19.999 habitants;
- six échevins dans celles de 20.000 à 29.999 habitants;
- sept échevins dans celles de 30.000 à 49.999 habitants;
- huit échevins dans celles de 50.000 à 99.999 habitants;
- neuf échevins dans celles de 100.000 à 199.999 habitants;
- dix échevins dans celles de 200.000 habitants et plus.